# Myosotis laxiflora
Myosotis laxiflora är en strävbladig växtart som beskrevs av Reichenb. Myosotis laxiflora ingår i släktet förgätmigejer, och familjen strävbladiga växter. Inga underarter finns listade i Catalogue of Life.